# Under the Boardwalk
Under the Boardwalk é um futuro filme musical de animação digital do gênero comédia produzido pela Paramount Animation e distribuído pela Paramount Pictures. Dirigido por David Soren e escrito por Lorene Scafaria, o filme é sobre um confronto de caranguejos terrestres com caranguejos marinhos turistas.
Under the Boardwalk está agendado para ser lançado em 22 de julho de 2022 nos Estados Unidos, pela Paramount Pictures.

## Sinopse
Ambientado na Jersey Shore, o filme é sobre o confronto de caranguejos marinhos turistas com caranguejos terrestres.

## Produção
Em 12 de junho de 2019, a Paramount Animation anunciou que estava desenvolvendo um filme sobre um confronto de caranguejos marinhos turistas com caranguejos terrestres ambientado na Jersey Shore, com Lorene Scafaria escrevendo e Megan Dobkin produzindo, com o título Jersey Crabs. David Soren foi anunciado como diretor do filme em 2020.
A produção do filme foi feita remotamente devido a pandemia de COVID-19.
Em 23 de julho de 2020, o título foi mudado para Under the Boardwalk.
Em 20 de agosto de 2020, o estúdio New Republic Pictures foi adicionado como co-financiador do filme.

## Lançamento
Under the Boardwalk está agendado para ser lançado em 22 de julho de 2022 nos Estados Unidos, pela Paramount Pictures.
No Brasil, o filme está agendado para ser lançado em 21 de julho de 2022, nos formatos 2D e 3D.